# Afghanmatta

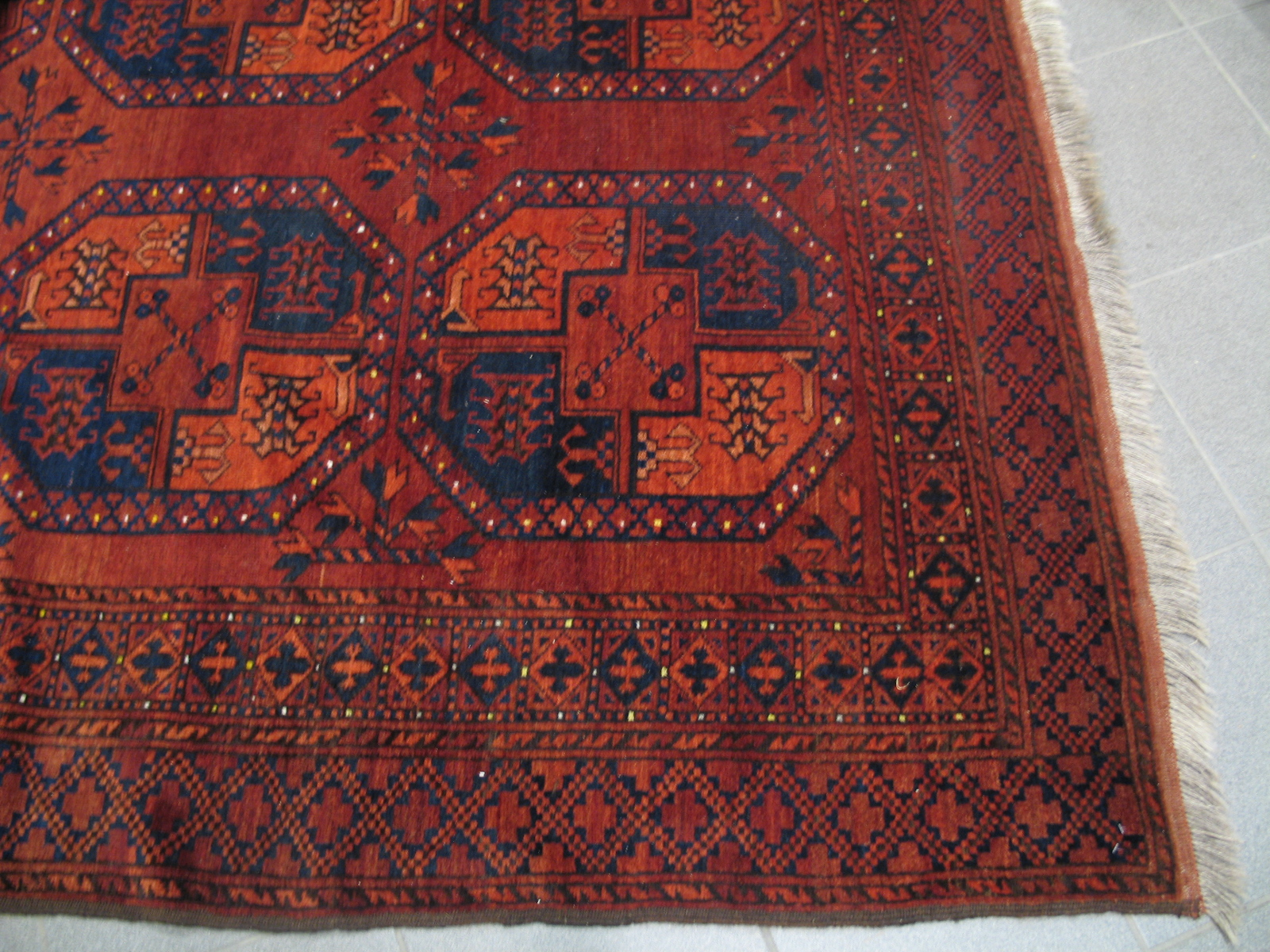
Afghanmatta

Afghanmattor är handknutna mattor från Afghanistan. Den tillhör gruppen av så kallade röda mattor vars dominerade färg är röd och vars mönster nästan alltid omfattar det åttkantiga "elefantfotsmönstret" eller göl. De afghanska mattorna knyts som regel av kraftiga garner.
Mattor knyts bara i en mindre del av Afghanistan. Mattbältet sträcker sig från det sydvästra hörnet i en båge upp längs gränsen mot Iran i väster och vidare längs gränsen i norr bort till Kunduz i nordost.  Det finns en del beröringspunkter, men i huvudsak hör mattorna i norr till en annan tradition än mattorna i väster. I norr är mattorna turkmenska, medan det i väster rör sig om så kallade  beluchmattor. Hazarerna i centrala Afghanistan väver en del vackra kelimer, men någon pashtunsk eller tadzjikisk mattkonst finns inte. Däremot har matthandlarna ofta varit pashtuner och tadzjiker.

## Turkmener
Turkmenernas geografiska kärnområde är Kara-Kum-öknen, norr om Afghanistan.  I sekler har det bott turkmener också söder om Amu Darya, den flod som idag är gräns mellan Turkmenistan och Afghanistan. Antalet ökade på 1880-talet, då turkmenerna besegrades av den tsarryska armén och många flydde. De flesta av Afghanistans turkmener kom på 1920-talet, då spillror av turkmenska klaner som ville fortsätta nomadlivet flydde undan bolsjevikernas försök att kuva deras självständighet och ”reformera” deras uråldriga levnadssätt. Turkmenerna svarade med ett segt gerillakrig, de så kallade  basmatjiupproren. Idag bor det troligen en halv miljon turkmener i Afghanistan, ett land som 1979 betecknade två miljoner av sin befolkning som nomader. 
De knutna mattorna har sitt ursprung bland Centralasiens nomader. Det var kvinnorna som vävde och de fick lära sig det redan från sju-åtta års ålder.
Som i alla nomad- och jordbrukssamhällen var barnens tillvaro kärv genom att de tidigt skolades in i olika sysslor genom att delta och lära av de vuxna. Detta barnarbete kan dock inte jämföras med det som förekommer i nutidens pakistanska och indiska mattfabriker. Där handlar det om en systematisk och obarmhärtig utsugning av billig arbetskraft 10-12 timmar om dagen, oftast dessutom i slavliknande former.
Vid tolv borde den unga turkmenflickan vara utlärd. Då skulle hon börja arbeta med sin hemgift och den omfattade en mängd textilföremål, knutna, slätvävda och broderade. Hon skulle väva ett tältband, uppåt 20 meter långt och minst 5 cm brett som höll ihop jurtan (tältet) men också hade en dekorativ funktion. Hon skulle göra kuddar men framför allt ett flertal olika förvaringspåsar, var och en med sin specifika funktion. Hemgiften kröntes av huvudmattan (ca 6 m2 stor) med stammens emblem, gjord av den finaste vårullen. Denna skulle bli familjens värdefullaste enskilda ägodel, som vid festligare tillfällen rullades ut över jurtans filtgolv. I det gamla nomadsamhället såväl som i det nutida Afghanistan fungerar mattor som ett sparkapital. De blir normalt sett värdefullare ju äldre de blir och när familjen behöver kontanter kan de avyttras. Ett par mindre mattor borde också ingå i hemgiften liksom en purda att hänga för jurtans öppning. Vid bröllopet red bruden över till brudgummens familj på en kamel, som var nästan helt täckt av överdådiga prydnader, knutna eller broderade.
Turkmener och andra nomadstammar levde i en ”textilmättad kultur” och deras textilier var ofta gjorda med en hög estetisk medvetenhet och hade utöver de praktiska funktionerna också symboliska innebörder. I hemgiften visade kvinnan sin hantverksskicklighet och sitt värde.

### Geometriska mönster
De mattor som turkmenerna knyter har geometriska mönster. Deras främsta mönsterelement är så kallade göler som upprepas i en eller flera rader. Gölen anses vara ett emblem - ungefär på samma sätt som de gamla adelsätterna i Europa hade sina vapensköldar - och dess form och innanmäte tycks ursprungligen ha varit stam- och klanspecifikt. Sedan 1800-talet talar man om sex olika huvudstammar, alla med sin specifika göl: Chodor, Salor, Yamud, Saruk, Ersari och Tekke. De fyra senare finns representerade i Afghanistan.
I rader mellan gölerna upprepas ofta ett sekundärt motiv, en gul (eller gül), vars ursprung är oklart men som man i de flesta fall antar vara stiliserade blommor. Blomma heter gul på persiska.  Runt mittfältet finns ett antal bårder, vanligen fyra à sju stycken. Ursprungligen tror man att också bårderna var specifika för olika stammar och klaner.
Denna övergripande disposition går igen i alla turkmenska mattor, från de äldsta bevarade (ca 200 år gamla) till dagens skapelser. Trots att turkmenerna under dessa två hundra år har varit med om väldiga förändringar av sitt levnadssätt och sitt samhälle, har de varit sin mattlayout mycket trogna. Därför är det inte orimligt att anta att de i stora drag formgav sina mattor likadant för 500 år sedan eller kanske till och med för tusen år sedan.
Med något enstaka blått undantag har de turkmenska mattorna rött som grundfärg.  Garnet är färgat med krapprot (royan på farsi), en spinkig ört med små gulgröna blommor som växer vilt i stora delar av Asien, i Sydeuropa och även i Amerika. Färgämnet finns i roten och är i själva verket sex olika substanser, som kan ge färgnyanser som går från rosa över det djupt röda till brunt.  Vilka nyanser det blir beror på var krapproten vuxit (hur kalkrik jorden varit), vilka delar av roten man använder, vilken temperatur man färgar vid, vilket pH-värde färgbadet har.

### En hemindustri ute på landsbygden
Bredvid det nyligen erövrade Bokhara anlade ryssarna 1888 det nya Bokhara, ett stationssamhälle vid den centralasiatiska järnväg de byggde. Förnedrade och för fattiga för att kunna fortsätta nomadlivet sålde många turkmener sina mattor till uppköpare, som sände dem med järnvägen till Istanbul och därifrån spreds de till matthandl are i Europa och Amerika. Därmed blev de turkmenska mattorna en del av den världsmarknad för orientaliska mattor som börjat skapas, när industriländernas överklasser ville förse sina hem med exotiska ting. Ända fram till 1950-talet, då mattgrossister från Kabul tog över den, gick de afghanska turkmenernas mattexport över Centralasien.
Efterhand blev allt fler turkmener bofasta och mattproduktionen utvecklades till en hemindustri, där även männen så smått började delta. Dessa mattor som knöts för att säljas brukar man tala om som bymattor i motsats till nomadmattorna, som var en integrerad del av nomadkulturen. Skillnaden ligger framför allt i funktion och mindre i utseende. I och med stamidentitetens upplösning har visserligen göler, guler, bårder och färger förändrats, men det handlar mycket sällan om nyskapelser eller lån från andra mattkulturer än den turkmenska.  Stam- och klanmärkena finns där, men numera ofta blandade över de stam- och klangränser de en gång markerat.
Däremot har man inte utvecklat en manufakturproduktion. Det finns mycket få mattverkstäder, där mattorna designas med layoutmässig perfektion, där de olika momenten sköts av specialister och där identiska kopior knyts i långa serier med exakt återgivning utifrån en i detalj utarbetad mönsterförlaga. I afghansk folkkonst är det helheten och kraften i uttrycket som gäller, inte den perfekta detaljen. Mittfältet är oftast symmetriskt utformat och någorlunda väl beräknat, medan det t.ex. är ovanligt med bårder, där mönstren inte stympas i hörnen.
Undantaget är Herat, som tillhörde Iran fram till 1857, där de mogulska härskarna redan på 1500-talet anlade manufakturer för att knyta mattor till det egna hovet. Där har Tekke-familjer utifrån turkmensk mönstertradition knutit manufakturmattor, men annars har afghansk mattproduktion i första hand varit en landsbygdsföreteelse. I Kabul etableras mattknytningen till exempel först på 1960- och 1970-talen.

### De vanligaste turkmenmattorna

#### Elefantfot
Den matta som framför andra betraktas som afghansk är den så kallade elefantfoten, fil pai på fars. Den knyts av olika klaner inom stammen Ersari, är djupröd i grundfärgen, mera sällan rödbrun eller brun.  Dess mörkblå göler är oktogoner (åttahörningar), 30-60 cm i diameter, det vill säga stora som elefantfötter. Gölerna placeras i rader och mellan raderna finns guler (”blommor”) som sekundära motiv. 
Elefantfotens oktogon var förr olika för olika klaner inom Ersari, men praktiskt taget alla hade en gemensam layout. Det har de även idag. Oktogonen delas i fyra kvadranter med identisk färgsättning (två med inverterade färger) och samma inre mönster. Där upprepas oftast två olika slags figurer, en växt och en fågel. Växten är vanligen en stjälk med tre blad, men kan ibland vara något som liknar en gran. Fågeln finns i olika stiliserade varianter. I turkmenernas gamla religion (före islam) var fågeln helig och olika stammar och klaner tycks ha hyllat olika fåglar.  
Elefantfoten är en grov och rustik matta, med relativt få knutar per dm2. Kvaliteten kan skifta oerhört mycket. Denna typ av matta är känd sedan mitten av 1800-talet och har under lång tid varit populär i Europa och USA. Matthandlare kallar den heIt enkelt Afghan. Under mellankrigstiden blev den så kallade Guldafghanen populär i England.  Röda elefantfötter importerades till London och utsattes för en kemisk tvättning som gav dem en guldgul botten.

#### Mauri (afghansk bokhara)
Det så kallade bokharamönstret knöts ursprungligen av Tekke-turkmener och det är också dessa som står för större delen av de bokharamattor som knyts i Afghanistan, där de ofta går  under namnet mauri (vilket troligen är en förvrängning av Merv, tekkeflyktingarnas hemtrakt). 
Bokharan liknar elefantfoten med rader av göler och guler på röd botten. Men den är tätare knuten och dess göler är betydligt mindre och har så pass avrundade hörn att de ger intryck av ovaler. I äldre tekkemattor kan man urskilja fåglar i kvadranternas inre, men idag har mönstret ofta blivit så ”suddigt” att det framstår som nonfigurativt. Bokharan har dessutom ett rutmönster av linjer som förenar gölerna; ibland dock reducerat till linjer enbart i mattans längdriktning. Äldre bokharamattor har ofta mer färgrika göler med inslag av grönt, gult och vitt, vilket också modernare mattor från Ashkabad i Turkmenistan har. Vanligen är den afghanska maurin mer avmätt i färgskalan och därmed ofta mer tilltalande för en europeisk smak.
Bokharamönstret blev mycket populärt i Saudiarabien under 1970-talet.  För export dit knöts därför väldiga mängder bokharamattor och tillverkningen nådde långt utanför tekkestammens led. Tyvärr hade merparten av dessa mattor så låg kvalitet att de höll på att äventyra hela den afghaniska mattproduktionens goda rykte.

#### Purda
Förr använde turkmenerna en knuten matta för att täcka dörröppningen på sin jurta. Turkmenerna kallade denna matta för ensi, som betyder just jurtadörr. Samma matta kallar afghanerna för purda, som på farsi betyder slöja, förhänge men också står för hela det system av regler som av tradition skiljer familjelivet från det offentliga.
Alla de stora turkmenska stammarna knöt purdor och varje stam använde sina speciella mönsterelement. Men gemensamt för dem alla var att mittfältet var uppdelat i fyra dörrspeglar. Därmed blev den snarlik en rikt utsirad dörr och det är också den vanligaste teorin om dess ursprung: att nomaderna beundrat de vackra portarna i  Bokhara, Samarkand och andra oasstäder och inspirerats till en egen ullvariant. Andra har framkastat tanken att purdans fyra fält skulle symbolisera de fyra trädgårdarna i Al-Jannah, Koranens paradis. I varje dörrspegel finns ett mönster som ser ut som en flerarmad ljusstake. Det är det inte. Det troligaste är att det handlar om en stiliserad återgivning av en fågelflock.
Purdamönstret blev tidigt populärt bland mattuppköpare och därför knöts purdor till avsalu som var betydligt större än jurtaöppningen. Länge hade den kvar en extrabård längst ned där stammens emblem knutits in men numera är denna ofta borta och purdan har blivit lika symmetrisk som andra mattor.

## Baluch
Ibland Beluch eller Belutch, transskriberingen växlar.
Mattnamnet Baluch går tillbaka på ett nomadfolk, balucherna, som lever i gränstrakterna mellan Afghanistan och Iran men vars majoritet bor i den pakistanska provinsen Baluchistan, söder om Afghanistan. 
Där är de närmare en miljon, i Iran en halv och i Afghanistan ungefär 100 000. De afghanska balucherna bor i trakterna kring öknen Dasht-e-Mago (Dödens öken), på slätterna norr om Herat och upp mot den bergiga Ghorprovinsen. 
Baluchernas historiska ursprung är tudelat; en del tycks ha sina rötter kring Kaspiska havet medan en andra lär ha invandrat från norra Indien för 5 000 år sedan. I Pakistan kunde balucherna bevara sin traditionella kultur längre och där har man hållit sig till de slätvävda mattor man i alla tider vävt. I Iran och Afghanistan har de däremot haft det kärvare och därför anammat mattknytning som en väsentlig del av sin försörjning. Hos balucherna finns ett mycket stort antal olika stammar, klaner och grupper. De flesta väver mattor och de mönster som används är oräkneliga. Ofta nöjer sig matthandlarna med att konstatera att det är en Baluch och avstår från en mer exakt bestämning. Särskilt på den afghanska sidan av gränsen är kvaliteten mycket växlande.
I sina mattor har balucherna låtit sig påverkas av både iranska och turkmenska nomaders mönster, men de har ändå lyckats ge dem en tydlig egen prägel. ”Baluchstilen” har också spritt sig till andra folkgrupper kring Herat och sedan länge är Baluch ett samlingsnamn för hela västra Afghanistans mattproduktion. En stor del av baluchmattorna knyts t.ex. av Mushwani, som är pashtuner, och av Taimani, som räknas till Chahar Aimaq, de fyra nomadfolken. Allt detta gör det svårt att urskilja vad som är mera ursprunglig och genuin baluchisk tradition och vad som är senare inflytelser utifrån. 

### En mörkare färgskala och en annan ull
Trots mångfalden finns det kännetecken som förenar baluchmattorna. Balucherna använder en mycket mörk och dämpad färgskala: svart, mörkblått, olika nyanser av (mörk)brunt och vinrött. Inslagen av gult eller vitt är mycket sparsamma. Ibland kan det vara svårt att urskilja mönstret och för ett västerländskt öga kan deras mattor framstå som dystra. Troligen är orsaken att de färgämnen som fanns lokalt i naturen gav mörkare färger och sedan har bulucherna bibehållit sin smak för det mörka även sedan andra färger blev tillgängliga. Det är inte lättare att få fram mörka färger än ljusa; det är tvärtom.
I baluchtraditionen är det inte ovanligt att man blandar olika tekniker. Man kan till exempel ha en knuten bård runt ett (delvis) slätvävt mittfält med eller utan broderade inslag. Fåren i västra Afghanistan är av annan ras än turkmenernas karakul. Ullen är mjukare och mer silkesglänsande. Det gör att baluchernas mattor känns sladdrigare än de turkmenska. Nu håller de på att omvärderas, men detta var den främsta anledningen till att de länge gällde för att vara av låg kvalitet. Eftersom det dessutom fanns gott om baluchmattor, var de relativt billiga och förr var det vanligt att matthandlarna använde dem som en gratisrabatt när de sålde någon dyrare matta. Länge gick de för att vara matthandelns växelmynt.
Också i mönster och layout finns det avgörande skillnader mellan turkmen- och baluchmattor. Normalt arrangeras mönstren geometriskt i båda traditionerna, men medan turkmenerna lägger ut sina göler i rader på en enfärgad botten, fyller balucherna ofta hela mittfältet med mönsterelement som upprepas ”kant i kant”. Det finns dock enstaka undantag på båda håll. I Jan Begi-mattan fylls till exempel mittfältet av blommor. Dokhtar-e-qasi (domarens dotter) har en komplex liten blomstermedaljong som upprepas tills den fyller hela mitten. Taimani lägger oftast sina mönster på diagonalen medan Adraskhan och Mushwani använder romber, försedda med hakar, som bärande element i sina mittfält. Yakob Khana (Jakobs hus) gör fyrkanter med invecklade innanmäten i rader efter varandra för att fylla mittfältet. 
Baluchernas mattor är ofta mindre än turkmenernas och man gör många småmattor, bara någon kvadratmeter stora. En stor del av dessa är bönemattor, där livsträdet och Seh Mihraba (tre mihraber) med tre minareter på rad som bönenisch är två vanliga mönster.
Balucherna tillverkar också många så kallade dasterkhan, en matta man äter på. Eftersom man äter på golvet är golvduk en lämplig svensk benämning. Iranierna kallar den sofreh. Det finns två typer dasterkhan, avlånga, som är vanligast och fyrkantiga. De avlånga är en dryg halvmeter breda och cirka två meter långa. De fyrkantiga på dryga metern i kvadrat. Det var förr vanligt att de fyrkantiga var vävda i två delar och sedan hopsydda. Nomaderna i västra Afghanistan levde ett kargare liv än de i norr och fick flytta oftare. Därför satte nomadkvinnorna inte upp större eller bredare väv än de räknade med att få klar före nästa flytt.

## Hazarakelim
Hazarakvinnorna väver täta och slitstarka kelimer, gilam som afghanerna säger. Mönstret är ofta uppbyggt av olikfärgade, tandade trianglar eller romber, där röda och oranga nyanser växlar med bruna eller svarta. En smal enfärgad bård - ibland med något enklare mönster - ramar in mittfältet. De flesta säljs i Afghanistans större städer men en del exporteras till Saudiarabien och Jemen.

## Utvecklingen under de senaste åren
Den sovjetiska invasionen och de efterföljande krigen påverkade mattproduktionen: både omfattning och kvalitet sjönk. Enligt officiella siffror som Parsons återger exporterade Afghanistan 1979 drygt 17 000 m2, vilket bör betyda ungefär 8-9 000 mattor. 1983 hade exporten minskat till ca 13 000 m2  för att 1988 ha återhämtat sig till knappt 15 000. Under 1980-talet sålde afghanska familjer ut många av sina äldre mattor, som i de flesta fall köptes upp av utlänningar. Det betyder att Afghanistans kulturarv av utsökta kvalitetsmattor tyvärr har skingrats över världen. Mycket lite finns kvar i landet.
En del mattor började så småningom knytas i flyktinglägren i Pakistan – ofta med australisk ull - och i Iran, men med få undantag var kvaliteten låg. Undantag var till exempel en del baluchiska mattor, som både var intressanta nyskapelser och bra gjorda. Från 1989 och framåt har man knutit en hel del småmattor med krigsmotiv (narche jangi) i lägren i båda grannländerna, ofta av medioker kvalitet och i första hand avsedda för en utländsk marknad. Det finns samlare av krigsmattor och på senare år har en omfattande internethandel utvecklats. Numera är en krigsmatta två à tre gånger så dyr som en motsvarande matta med annat mönster.